# Museo José Luis Bello y González
El Museo José Luis Bello y González es un museo de la ciudad de Puebla, México. Contiene la colección del industrial poblano José Luis Bello y González (1822-1907) y de su hijo José Mariano Bello y Acedo (1869-1938) reuniendo obras de América, Europa y Asia, y de géneros diversos: óleos, talavera, arte plumaria, ebanistería, porcelana, marfiles, cristales, metales.

## Historia
El edificio del museo fue clasificado como Monumento Artístico en 1940, y adquirido por el Gobierno del Estado en 1942. Construido en sus orígenes como una casa habitación, en donde el coleccionista y las obras coleccionadas cohabitaron durante muchos años, el Museo Bello es de los pocos museos públicos en el mundo que resguardan una colección originalmente privada en el propio inmueble que habitó su coleccionista.
Desde su fundación, el 21 de julio de 1944, el museo mantuvo abiertas sus puertas para deleite del público visitante, sin embargo el daño que sufrió durante el sismo que el 19 de junio de 1999 sacudió la capital poblana, hizo necesario su cierre. Actualmente, la Secretaría de Cultura del Gobierno del Estado de Puebla después de poner en marcha un programa pionero en su historia que contempló el mantenimiento arquitectónico, la conservación del acervo, así como trabajos de curaduría y museografía que dotaron a este espacio de elementos actuales, ha reabierto sus puertas al público para devolver a los poblanos el esplendor con que el Museo fue inaugurado hace 70 años.

### Historia de la familia
Los miembros de la familia Bello fueron personajes sobresalientes de la vida económica y artística poblana, en particular José Luis Bello y González y su hijo Mariano Bello y Acedo. José Luis Bello, el patriarca de la familia, forjó su fortuna gracias al establecimiento de varios comercios en el centro de Puebla y a la adquisición de dos fábricas textiles en el Municipio de Atlixco; fundó una fábrica de tabaco y se inició en inversiones inmobiliarias. Su holgada situación le permitió adquirir obras de arte para deleite personal.
A su muerte, el 11 de junio de 1907, José Luis Bello y González dejaba una gran fortuna y varios objetos artísticos bienes que fueron divididos entre sus cuatro hijos: Francisco, Rodolfo, Carlos y Mariano. De ellos, Mariano mostró el más grande interés en seguir los pasos de su padre en el ámbito comercial pero, sobre todo, fue destacada su pasión por el coleccionismo de objetos de arte.
Mariano Bello dedicó gran parte de su vida al coleccionismo y su pasión por el arte le llevó a establecer en su testamento - redactado en 1918 - que a su muerte y a la de su esposa, su increíble colección artística fuera heredada a la Academia de Bellas Artes y Educación de Puebla. El Gobierno del Estado cumplió su voluntad, estableciendo en la propia casa de Don Mariano Bello el Museo que alberga su colección, honrando así la memoria de ambos protagonistas.

### Historia de la colección
La Ley de Desamortización de Bienes del Clero (1856) quitó a la Iglesia su poder político, económico y cultural. Fueron confiscados los numerosos bienes acumulados por siglos por la Institución y se hicieron susceptibles de venta. Junto con el proceso de industrialización de la sociedad, la burguesía, nuevo poder económico y político, se encargó con pasión del papel de mecenas artístico y cultural que la Iglesia ostentó por siglos, buscando en el arte nuevos horizontes para el reconocimiento de su estatus. 
La familia Bello es un ejemplo representativo de esta burguesía, ávida de acumular objetos tanto por sus calidades estéticas como por su lejanía temporal y geográfica. La colección que Don Mariano acopió a lo largo de su vida es rica tanto en artes aplicadas de Asia, América y Europa -muebles, plata religiosa y civil, herrajes, cristal, vidrio, talavera, entre otros- como la variedad y calidad de los óleos de su pinacoteca, entre los que se encuentran obras de los grandes exponentes del arte novohispano: Miguel Jerónimo Zendejas, Cristóbal de Villalpando y Luis Lagarto; notables pintores del siglo XIX como el mexicano Agustín Arrieta, así como obras de factura europea de maestros como Rafael Tegeo, Giuseppe Molteni y Bernardino Gagliardi.

## Historia del inmueble
El edificio que alberga el Museo se comenzó a construir en el siglo XVII. En esa época constaba de dos niveles y los espacios eran repartidos alrededor de dos patios sucesivos. Con el paso del tiempo sufrió cambios notables; el más representativo fue en el siglo XIX cuando la propiedad fue dividida en dos predios distintos.
Durante el siglo XX, fue añadido un tercer nivel del lado de la calle y sufrió transformaciones internas. El Ing. Carlos Bello y Acedo aplicó a la casa, de 1908 a 1910, una serie de modificaciones necesarias para la vivienda y colección artística de su hermano Mariano. Se integraron decoraciones eclécticas, pintura mural, lambrines y los cielos rasos en algunas salas a fin de convertir la casa colonial, en una mansión porfiriana. Adicionalmente, Don Mariano quiso hacer de su casa un espacio de exhibición de la colección familiar, de esta manera cada salón fue adecuado y decorado en un intento museográfico para albergar un tipo de colección particular.
A la muerte de Don Mariano, acaecida en 1938, el inmueble fue heredado a los hijos de sus hermanos. La fama de la delicadeza de sus interiores y la armonía en su arquitectura trascendió y en el año de 1940, el inmueble fue declarado a nivel estatal como “Monumento Artístico”.
Hacia 1942, el Gobierno del Estado tomó la atinada decisión de fundar un museo público con la colección heredada por Don Mariano en la propia casa del coleccionista; por ello adquiere la casa y encarga al Ing. Carlos Bello y Cabrera –hijo de Carlos Bello y Acedo- la adecuación arquitectónica de la misma. De esta manera, el 21 de julio de 1944 se inaugura en el inmueble el museo público José Luis Bello y González.

## Exhibiciones
Actualmente, la colección del Museo Bello se resguarda en 13 salas:

### Salón Rojo

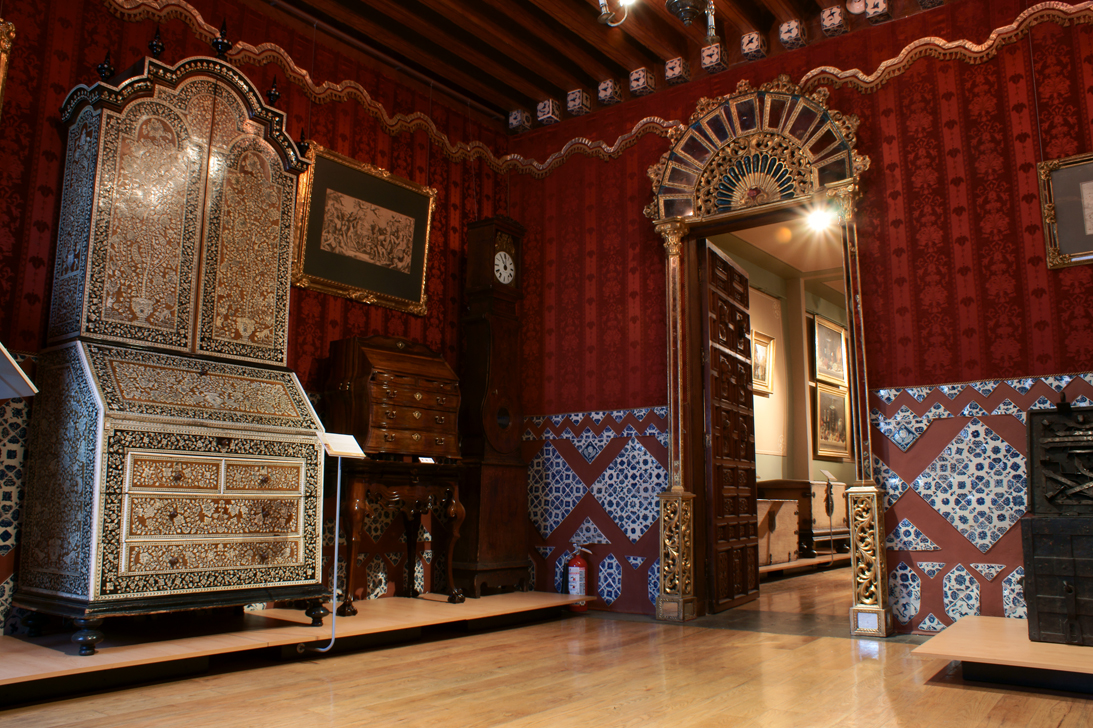
Salón rojo.

La primera de ellas se ubica en la planta baja. Este espacio fue originalmente el despacho particular de Mariano Bello. La decoración elegida para esta Sala revela un eclecticismo armonizado: juego de formas geométricas de cerámica poblana en la parte inferior de los muros, cubos con mosaicos de talavera como remates de las vigas y tela roja de Damasco en las paredes, a la cual el Salón debe su denominación. Las obras de arte que se encuentran en su interior, descubren también el eclecticismo de la colección: sillas y secreteres ingleses estilo chippendale, espejos venecianos, una caja fuerte alemana, una escribanía incrustada de marfil proveniente de la India y otra escribanía taraceada, digno ejemplo de la ebanistería poblana.

### Sala Arrieta
Fue nombrada así ya que resguarda cinco obras del artista plástico Agustín Arrieta (1803-1874) cuya carrera artística se desarrolló en Puebla. Otras cuatro piezas resaltan en este espacio: un ánfora romana del siglo I a. C. encontrada en el puerto de Biblos en Líbano; un arcón de madera del siglo XVII que reproduce en su cara interna un mapa de la ciudad de Manila, Filipinas, considerado el mapa más antiguo que se conoce de esa ciudad; un cuadro representando a San Antonio de Padua elaborado en el ancestral arte plumaria y un mapa de Puebla que reproduce el avance urbanístico de la ciudad en el siglo XVIII.

### Sala de Metales
Anexa a la anterior se resguarda la colección de hierro forjado de Don Mariano en su mayoría de los siglos XVII al XIX así como la colección de cobres que ostenta piezas utilitarias mayoritariamente jarras y botes lecheros, palanganas y cazos.

### De Lacas
Resguarda la amplia colección de lacas mexicanas de Don Mariano. Una de las piezas representativas de esta sala es una almohadilla o costurero, cuya decoración representa escenas costumbristas, un armario hecho en México cuya decoración ostenta influencia oriental; un baúl de Olinalá, Guerrero decorado con motivos animales y vegetales a base de la técnica de rayado y un reloj de péndulo que también ostenta decoración oriental.

### De Talavera
Fue uno de los espacios de la casa que se decoraron con un fin únicamente de exhibición: la sala entera, tanto el piso como los muros, fue decorada con una clásica combinación de ladrillo con azulejos de talavera, armonizando el ambiente con las piezas expuestas. La colección de talavera poblana del Museo Bello es excepcional; no solo cuenta con piezas tempranas decoradas en azul y blanco con influencia de la porcelana china, sino también objetos más tardíos de loza policroma de carácter popular.
En esta colección, destacan, entre otros objetos un par de lebrillos -vasijas profundas de forma circular que se utilizaban para lavar los pies o la ropa-. El primero de ellos es de estilo medallón, firmado con las iniciales S. C. pertenecientes a Diego Salvador Carreto, uno de los loceros más importantes en Puebla durante el siglo XVI. El segundo, se atribuye al locero Diego Santa Cruz Oyaguren Espínola, cinco veces alcalde del gremio de loceros y poseedor de uno de los talleres más grandes de Talavera de Puebla del siglo XVIII.
Dos querubines de "poblanos" del siglo XVIII llaman la atención pues se trata de esculturas de bulto redondo realizadas en loza estannífera. Se considera que pudieron haber sido elementos ornamentales en el remate de la cúpula de la Capilla del Rosario de Puebla. Su gran tamaño y la desproporción de sus manos, corroboran que la pieza fue elaborada para colocarse en una superficie elevada.

### De Calaminas
Resguarda piezas, principalmente candeleros y ramilletes, elaborados en calamina, aleación metálica parecida al latón, muy difundida en la época virreinal. Además de los objetos elaborados en este material, la Sala resguarda una gran variedad de piezas de diversa procedencia y naturaleza, entre ellos una rica colección de cerámica prehispánica del período posclásico, así como dos tallas en alabastro de gran calidad que representan a la Purísima Concepción.

### La Pinacoteca
Ubicada en la planta alta es uno de los espacios más representativos del Museo Bello. Originalmente era un área de recámaras de la familia y durante las adecuaciones se concibió como un espacio que ilustrara el deseo de los coleccionistas de los siglos XIX y XX de recrear en su propia casa las galerías de arte europeas. En este espacio hay numerosas pinturas elaboradas en Europa así como copias de buena factura de los grandes maestros, cabe mencionar la presencia de algunas en particular: como la obra “Virgen con Santa Isabel, el Niño Jesús y San Juanito” de Giuseppe Molteni (1800-1867) gran maestro de la pintura romántica italiana; “San Jerónimo”, copia de José de Ribera (1591-1652) apodado “Lo Spagnoletto”; “San Juan Evangelista”, de Bernardino Gagliardi (1609-1660), pintor del barroco italiano nacido en Cittá di Castello; entre otras obras de grandes cualidades.

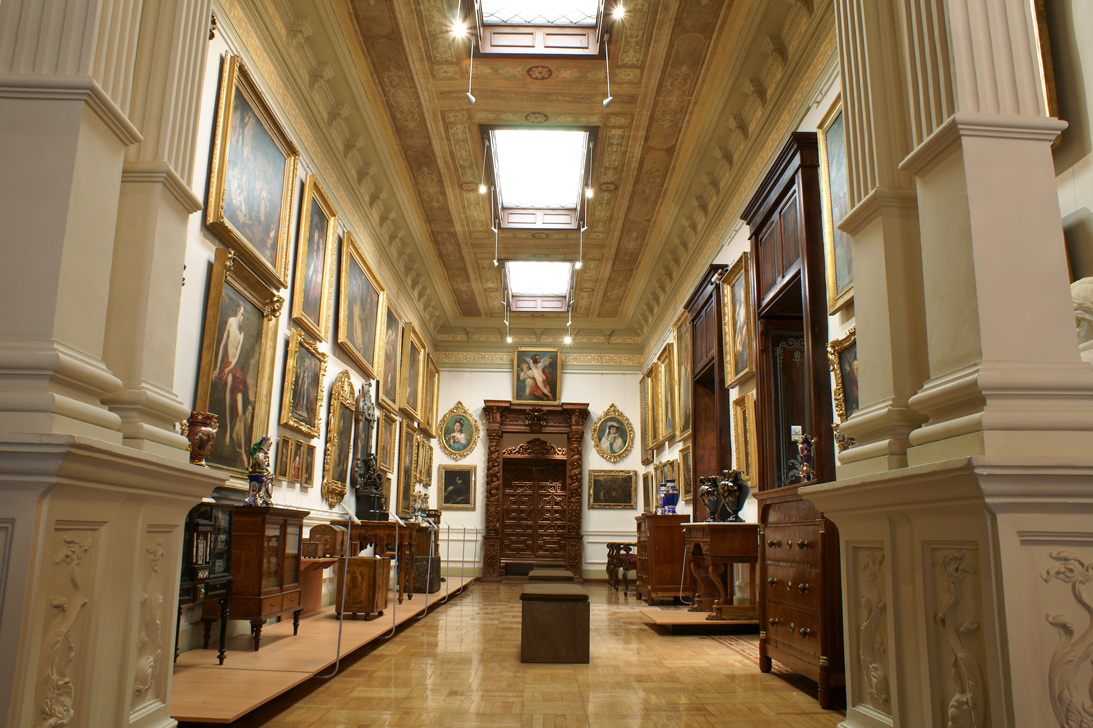
Pinacoteca central

### Sala Mariano Bello
En el anexo de la Pinacoteca o  se observa un óleo pintado por el mismo coleccionista en 1901. Don Mariano incursionó también como pintor en el mundo se las artes, con bastante mérito técnico. Este lienzo representa la escena de “El sacrificio de Isaac” relatada en el Antiguo Testamento.

### De Música

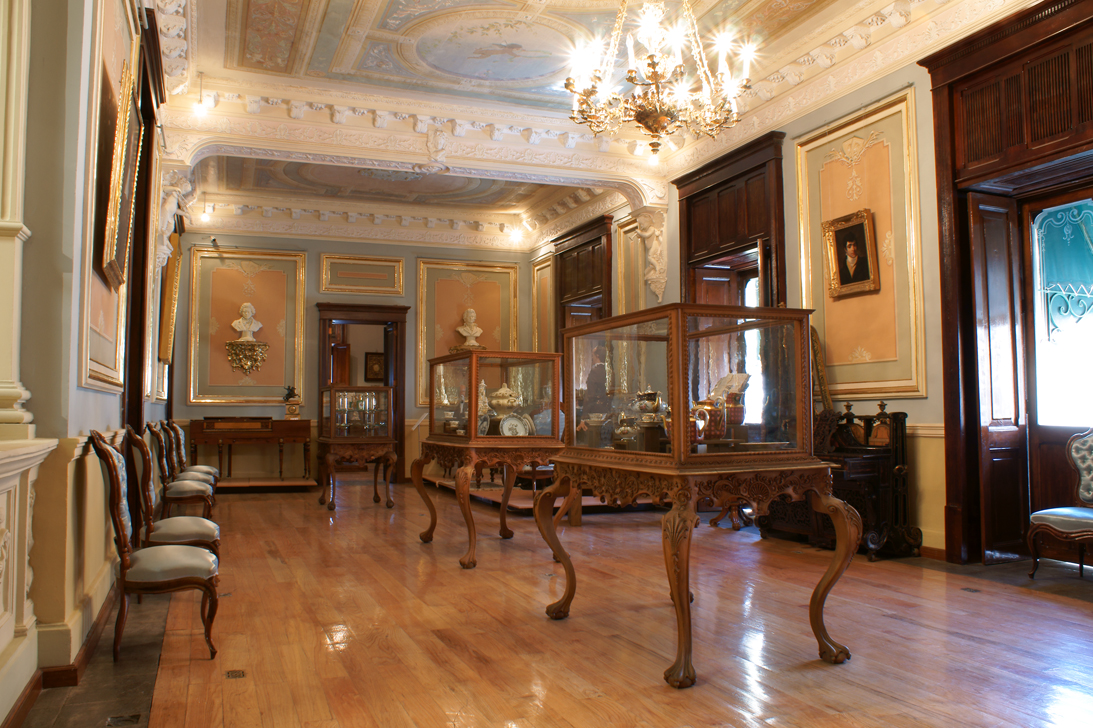
Sala de música.

Junto a la Pinacoteca se encuentra la que en origen fue la sala principal de la casa. Con el establecimiento de una “sala de estar” en su casa, los miembros de la burguesía poblana querían imitar las costumbres de la aristocracia europea. La música jugaba un papel importante durante las reuniones de la sociedad burguesa y sobre todo para Mariano Bello que tenía una afición especial por esa disciplina artística por ello la sala está decorada con figuras vinculadas con la música.
Asimismo, Don Mariano adquirió una serie de instrumentos musicales entre los que destaca un magnífico órgano tubular barroco construido en 1720 con maderas de ayacahuite, cedro rojo, pino, oyamel, encino y flautas de aleación de plomo y estaño. Es un magnífico ejemplar de los instrumentos barrocos de su tipo existentes en la región Puebla-Tlaxcala. Presenta cualidades técnicas y constructivas que hacen pensar en el maestro organero José Miguel Chacón como su constructor.
Otro instrumento musical que se observa en la Sala de Música del Museo Bello es un piano con encordadura vertical llamado Euphonicón. Esta modalidad de piano fue construida por F. Breale & Co., en Londres. Otros ejemplares similares se conservan en el Metropolitan Museum of Art de Nueva York, en el Museo Nacional de Historia Castillo de Chapultepec, en México y en la Edimburg University Collection of Musical Instruments de Escocia; sin embargo, el instrumento del Museo Bello se considera el mejor conservado de todos.
En esta sala también se ubica la colección de porcelana europea de Don Mariano Bello así como una amplia colección de relojes de bolsillo de las más afamadas casas del mundo. Destaca un reloj, de caja de plata con carátula de porcelana, fabricado por la Casa Breguet de Francia, fundada en 1775 y activa en la actualidad. La calidad de los relojes que producía Breguet le valió que los nobles de toda Europa se vanagloriaran de poseer un reloj construido por él. Entre la larga fila de clientes famosos se cuenta además de Napoleón, a María Antonieta, a Elisa Bonaparte, duquesa de Toscana, al Duque de Orleans, a la condesa Alexandrine de Laval, al Zar Alejandro I de Rusia y a Winston Churchill, entre otros.

### De Ornamentos
Fue originalmente la recámara matrimonial de los Bello. Aquí están expuestas piezas religiosas como la colección de platería litúrgica, textiles religiosos como un frontal de altar dominico hecho en China, esculturas religiosas y antifonario.

### De Cristales
Alberga una abundante colección de cristales de inmenso valor. Esta sala resguarda piezas procedentes de la Real Fábrica de Cristales de La Granja, España; vasos, tibores, jarras y copas: unas de cristal traslúcido decorados a través de grabado y dorados al fuego y otras de cristal opalino o blanco.
La sala también resguarda valiosos ejemplos de cristal poblano y europeo provenientes de fábricas europeas de gran prestigio como la de Baccarat en Francia y la de Bohemia, Alemania, entre otras.

### Oriental
Resguarda la colección de porcelana china y japonesa de Don Mariano. La porcelana china tenía gran valor para la aristocracia europea, así como para las familias adineradas en Nueva España y posteriormente en el México Independiente. Mariano Bello no fue la excepción y adquirió una gran colección en la que se pueden identificar obras de tres periodos distintos dentro de la dinastía Ch’ing (1644-1909):
1. Porcelana elaborada durante el período K’ang-hsi (1662-1722) de color azul y blanco con toques de verde que generalmente representan paisajes.
2. Porcelana elaborada durante el período Yung-Cheng (1723-1735) como botellas, platos y tazas en colores amarillo, azul, verde y rosa y habitualmente representan motivos florales
3. Porcelana elaborada durante el periodo Ch’ieng-lung (1736-1795) en donde predomina el color rosa y la representación de motivos de influencia europea

Es digno de mención en esta sala un abanico de procedencia oriental realizado en papel con aplicaciones de marfil y seda.

### De Marfiles
Es la última sala del recorrido y resguarda la colección de marfiles, entre los que destacan dos tipos: los llamados marfiles cristianos que reproducen imágenes religiosas de la tradición católica, elaborados por los artesanos chinos o filipinos e importadas vía Galeón de Manila; y los marfiles civiles, entre los que destaca un bellísimo pabellón flotante del siglo XVIII. Esta pieza representa las embarcaciones en donde la realeza o las familias adineradas chinas llevaban a cabo actividades de esparcimiento. Fue trabajado en marfil laminado, tallado, calado y policromado; contiene en su interior 23 personajes tallados de forma independiente, todos trabajados en marfil policromado.
Por último, una de las obras más relevantes de la colección Bello que se resguarda en esta sala es un óleo sobre tabla pintado por Cristóbal de Villalpando que representa a la “Virgen del Apocalipsis”. Esta obra refleja fielmente uno de los pasajes relatados por San Juan en el Apocalipsis; la Mujer Alada, el Arcángel Miguel, y el monstruo de siete cabezas prefiguran el triunfo del bien sobre el mal, y el nacimiento del Niño que será el redentor del mundo.

## El proyecto de reapertura
En el año 2005 hubo un primer intento de reapertura parcial del Museo: solo el primer nivel era accesible presentando una parte representativa de la colección familiar. En 2008, la Secretaría de Cultura del Gobierno del Estado de Puebla, de acuerdo con su programa de recuperación integral del patrimonio a su cargo, puso en marcha el proyecto de reapertura total del Museo. 
Este proyecto implicó en primera instancia la atención integral al edificio que alberga el Museo con el fin de devolver al edificio su calidad estética original y propiciar condiciones óptimas de exhibición y visita. 
Por otro lado, el proyecto implicó trabajos de restauración y conservación de la colección a través de los especialistas del Taller de Restauración de la Dirección de Museos de la Secretaría de Cultura, asesorados por la Asociación de Archivos y Bibliotecas (ADABI) de México, por del Taller de Restauración de la Biblioteca Palafoxiana y por la Escuela Nacional de Conservación, Restauración y Museografía del INAH.
Los estándares aplicados a la restauración de la colección implicaron los criterios de mínima intervención, reversibilidad, retratabilidad. En este marco, también se restauraron los cielos rasos del edificio que si bien son elementos arquitectónicos, ostentan cualidades estéticas dignas de rescate.
Paralelamente, se llevó a cabo un intenso proceso curatorial con el fin de dotar al Museo de niveles de información accesibles y coherentes con el proyecto museográfico. De esta manera, se inició una rigurosa investigación acerca del inmueble y de las colecciones, información que sirvió inicialmente para fundamentar el eje rector de los discursos científicos del museo y de base para la redacción integral de hojas de salas, cédulas temáticas y cédulas de objeto. 
El proyecto museográfico como tal implicó el diseño de vitrinas y mobiliario museográfico respetando la unidad estilística de la colección, la elaboración de un proyecto luminotécnico atendiendo la conservación de las obras, el diseño de la imagen gráfica y museográfica del Museo, el uso de la tecnología bluetooth para poner a disposición del visitante la descarga de contenidos relativos al Museo, seguimiento a los sistemas de control de condiciones ambientales, entre otros trabajos relativos a la correcta exhibición de las piezas.
Por último, el proyecto de reapertura implicó la puesta en marcha de programas educativos como la Sala Lúdica y el cuadernillo de actividades ¡Descubramos el Museo Bello!, así como la publicación de un libro especializado en las colecciones del Museo titulado “Museo Bello”, en donde intervinieron los especialistas nacionales en cada uno de los temas de la colección, publicación que se encuentra a la venta en el propio Museo.